# Trial-and-error
Trial-and-error (Engels voor 'proberen en missen' of 'gissen en missen') is een heuristische manier om iets te leren of om een oplossing van een probleem te vinden.
De termen probeerhandeling en leren met vallen en opstaan drukken ongeveer hetzelfde uit. Ook dieren passen dit toe. Leerpsychologen doen naar deze technieken fundamenteel onderzoek, zoals E.L. Thorndike door middel van zijn puzzlebox.

## Van fouten leren
Trial-and-error is uitproberen en leren van fouten. Als een dier in een nieuwe situatie komt, probeert het verschillende mogelijkheden uit. Wat werkt zal het dier onthouden en blijven uitvoeren, maar als het niet werkt zal het dier op zoek gaan naar een andere manier, net zo lang totdat het gewenste resultaat is bereikt.

## Voorbeelden
Bij het ontwikkelen van medicijnen wordt traditioneel deze methode toegepast. Chemici ontwikkelen allerlei stoffen en proberen ze uit, totdat ze een gewenst effect hebben. Ook bij het ontwikkelen van hypotheses worden in de traditionele wetenschap elementen van trial-and-error gebruikt. Deze manieren behoren getoetst te worden door wetenschappelijk onderzoek om bijvoorbeeld uit te vinden of een bepaalde resultaat al of niet op toeval berust.
In de wiskunde kan de methode gebruikt worden om via toevalstreffers vraagstukken op te lossen. Het is een meestal langzame, en een minder krachtige methode dan het gebruik van algebra, maar ze leidt soms ook tot een resultaat, en is daarbij voor leken meestal makkelijker te begrijpen. Zo kan de vergelijking x2 + 15x - 15 = 0 worden opgelost door eerst 1 in te vullen voor x. Dat is niet de juiste oplossing, want het linkerlid komt dan uit op 1 en niet op de gewenste nul. Door andere waarden dan 1 voor x in te vullen kan door toeval toch een oplossing gevonden. Het nadeel is het gebrek aan inzicht: niet duidelijk is of er andere oplossingen zijn. Deze vierkantsvergelijking heeft twee oplossingen, elk met de vierkantswortel van 285 erin. Dit voorbeeld toont aan dat trial-and-error vaak neerkomt op het zoeken van een speld in een hooiberg en behoorlijk hopeloos kan zijn.
Programmeurs van computerprogramma's gebruiken vaak trial-and-error om fouten uit hun code te halen. Er worden dan allerlei situaties bedacht en uitgeprobeerd, en werkt het programma niet zoals gewenst, dan wordt het aangepast tot het werkt. Dit is een slechte methode, omdat veel fouten verborgen kunnen blijven en mogelijk voorkomen hadden kunnen worden door redeneren in plaats van proberen. Systemen lijken vaak alleen maar tijdelijk te werken, in plaats van dat ze robuust en betrouwbaar werken: te vergelijken met gebouwen die stevig leken te zijn tot ze plotseling instorten.
Ingenieur en ondernemer Elon Musk is een voorstander van het gebruiken van trial-and-error bij het ontwikkelen van SpaceX-raketten en Tesla-auto’s. Volgens hem kost het eindeloos doorrekenen van ontwerpen veel tijd en worden door het snel bouwen en testen van prototypes de zwakke plekken eerder ontdekt, ook op plekken die theoretisch goed zouden moeten zijn. Hij noemt dit “fail fast, fix then”. NASA gebruikte deze methode in de jaren 1960 veel om tot goed werkende ontwerpen te komen.

## Trivia
Het sorteeralgoritme bogosort is een vorm van trial-and-error, die leidt tot een extreem inefficiënte manier van sorteren.

## Gerelateerde onderwerpen
- Behaviorisme
- Conditionering (psychologie)
- Operante conditionering
- Psychologie